# Villa Santa Lucia
Villa Santa Lucia település Olaszországban, Lazio régióban, Frosinone megyében. Lakosainak száma 2502 fő (2023. január 1.). Villa Santa Lucia Cassino, Pignataro Interamna, Terelle és Piedimonte San Germano községekkel határos.

## Népesség
A település lakossága az elmúlt években az alábbi módon változott:
| Lakosok száma | 2619 | 2605 | 2502 |
|               | 2017 | 2018 | 2023 |